# 아라이 유타 (2004년)
아라이 유타(일본어: 荒井 悠汰, 2004년 6월 13일~)는 일본의 축구 선수이다.

## 구단 경력
그는 2022년 J1리그의 FC 도쿄에 입단했다. 2024년 7월 J3리그의 카탈레 도야마로 이적했다.